# Вознесение (парк)
Парк «Зне́сенье» (укр. парк «Знесіння») — региональный ландшафтный парк (с 1993) во Львове (Украина), находится на части территории местности Знесенье, в прошлом пригородного села. Всего в 20 минутах ходьбы от центра города сохранился ландшафт, богатый памятниками природы, истории, культуры. В парке встречаются редкие степные растения, оголённые песчаники и известняки с окаменелыми остатками морской фауны, покрытые лесом холмы, долины с озёрами и ручьями. Находится парк на лесистом взгорье Расточье, в местности, называемой «Кайзервальд» (кайзеровский лес). В Знесенье есть гора Стефана, гора Льва (Лысая или Песчаная), гора Баба, гора Хомец. Через территорию парка, который находится на водоразделе Балтийского и Чёрного морей, протекают ручьи Хомец, Глубокий и Кривчицкий. Общая площадь парка составляет 312,1 га, вместе с охраняемой зоной — 785,71 га.
Здесь, на северных склонах Расточья были основаны ранние поселения в районе Львова. Практически рядом расположены три поселения: 1) периода неолита и бронзы, IV—II тысячелетия до нашей эры; 2) IX—V столетий до нашей эры и XIII—XVII веков нашей эры; 3) XIII—XIX веков. На «Знесенье» обнаружены славянские языческие капища на «Святовидовом поле» (VII-X) и горе Баба (IX—XI и XIII века), который посещают неоязычники. Поскольку территория парка исторически входила в состав пригородного села Знесенье, в парке есть жилая застройка, церкви Вознесения Господнего и Святого Ильи, костёл Святого Войцеха, старое Знесенское кладбище, на котором сохранилась единственная во Львове могила Сечевых стрельцов, фармацевтическая фабрика и стеклозавод. На территории парка расположены также старая оборонная башня XIII—XIV веков, дорожки для спуска на горных лыжах и  музей под открытым небом Шевченковский гай.
|                                               |  |                                      |  |                                                                                          |
| Вид на Кайзервальд с кургана на Высоком замке |  | Горнолыжный спуск в парке «Знесенье» |  | Гора Баба, на плоской вершине которой в IX—XI, XIII веках находилось языческое святилище |